# Una roccia dal cuore caldo
Una roccia dal cuore caldo è il primo album raccolta del cantante italiano Adriano Pappalardo, pubblicato dalle serie Linea Tre (per la RCA) e Successo (per la Polydor/PolyGram) nel 1980.

## Tracce

### Lato A
1. Una donna[1] – 4:17 (testo: Mogol – musica: Mario Lavezzi)
2. Il bosco no[1] – 4:52 (testo: Mogol – musica: Guido Maria Ferilli)
3. È ancora giorno[1][2] – 4:45 (testo: Valerio Negrini – musica: Roby Facchinetti)
4. Senza anima[1] – 4:25 (testo: Mogol-Prudente – musica: Claudio Fabi)

Durata totale: 18:19

### Lato B
1. Segui lui[1][2] – 4:48 (testo: Valerio Negrini – musica: Roby Facchinetti)
2. Mi basta così[3] – 3:35 (testo: Luigi Albertelli – musica: Adelmo Fornaciari[4])
3. Donna mia[5] – 4:00 (Luciano Valente)
4. Voglio lei[3] – 5:10 (testo: Luigi Albertelli – musica: Adelmo Fornaciari)

Durata totale: 17:33